# She's the One
[carece de fontes?]
She's the One (no Brasil: Nosso Tipo de Mulher; em Portugal: Aquela Que Eu Quero) é um filme norte-americano de 1996, o segundo escrito e dirigido pelo ator e diretor Edward Burns. O filme é uma comédia romântica estrelada pelo próprio Burns, Jennifer Aniston e Cameron Diaz.

## Elenco
- Edward Burns - Mickey Fitzpatrick
- Mike McGlone - Francis Fitzpatrick
- Jennifer Aniston - Renee Fitzpatrick
- Maxine Bahns - Hope Fitzpatrick
- Cameron Diaz - Heather Davis
- John Mahoney - Sr. Fitzpatrick
- Malachy McCourt - Tom
- Leslie Mann - Connie
- Amanda Peet - Molly Peet
- Anita Gillette - Carol
- Frank Vincent - Ron